# 카드뮴 중독
카드뮴 중독(Cadmium poisoning)은 카드뮴과 그 화합물이 인체에 접촉·흡수됨으로써 일어나는 장애이다. 예전에는 직업성 중독으로서 금속 카드뮴이 용해될 때 발생하는 산화카드뮴 증기나 비닐 제조공정에서 생기는 카드뮴 화합물에 의한 중독으로 알려졌으나, 요즘은 공장 폐수 등에 함유된 카드뮴에 의한 식품 오염, 특히 쌀의 오염이 밝혀지면서 사회문제화되었다. 일본에서 발생했던 '이타이 이타이 병'도 광산 폐수에 함유된 카드뮴에 중독된 것이었다. 카드뮴 증기를 흡입하면 코·목구멍·폐·위장·신장에 장애가 나타나며 호흡기능이 떨어지고 오줌에서 단백질이나 당이 검출된다.

## 같이 보기
- 이타이이타이병